# Cyrtanaspis sauteri
Cyrtanaspis sauteri es una especie de coleóptero de la familia Scraptiidae.

## Distribución geográfica
Habita en la isla de Formosa (Asia).